# Colegiul Național de Artă „Ion Vidu” din Timișoara
Colegiul Național de Artă „Ion Vidu” este un colegiu de artă din Timișoara, înființat în anul 1906. Are 18 săli de clasă, 54 săli de studiu instrumental și sala de concerte „Mihai Perian”, cu peste 400 de locuri și cea mai bună acustică din sud-estul Europei.

## Istorie
Colegiul Național de Artă „Ion Vidu” își are originea în bogata și îndelungata tradiție muzicală a Timișoarei. Consiliul municipal aprobă la 30 octombrie 1906 înființarea Conservatorului Comunal. Între 1946-1948 funcționează ca și Conservator de Muzică și Artă Dramatică, iar între 1948-1950 ca Institut de Artă, de nivel superior, condus de Sabin Drăgoi. În anul 1950 este transformat în Școală Medie Tehnică de Muzică, iar în 1957 în Școala de Muzică și Arte Plastice. În 1968 își stabilește sediul în moderna clădire proiectată de arhitectul timișorean Hans Fackelmann, în colaborare cu soția sa, arhitect Aurelia Fackelmann, unde funcționează și în prezent. 

### Incendiul de la sala de concerte
La 8 martie 2011 în sala de concerte a avut loc un incendiu izbucnit în spatele scenei. Incendiul a generat mult fum și a necesitat evacuarea elevilor și profesorilor. Până la venirea pompierilor profesorii și elevii din clasele mari au acționat cu găleți de apă. Intervenția lor promptă a facilitat limitarea incendiului. Pompierii au deplasat 6 autocisterne și incendiul a fost stins înainte de a ajunge la lambriurile sălii, însă pereții sălii au fost afumați, iar două piane de pe scenă au fost afectate de apa folosită la stingerea incendiului. Pentru refacerea scenei, sub conducerea directoarei prof. Speranța Doina Cătană, în perioada 1-24 aprilie 2011, elevii și foștii elevi ai colegiului au organizat concerte de caritate. Din banii de bilete și din donații s-au strâns suficienți bani ca sala să fie reparată, pereții din scânduri din spatele scenei și parchetul înlocuiti. Sala fost folosită cu draperii care acopereau fundalul înnegrit de fum, dar era utilizabilă concertelor susținute. Ea a fost repusă în funcțiune la 26 octombrie 2011, cu ocazia celei de a doua ediții a Festivalului Internațional de percuție.